# World Rubik's Cube Championship 2003
Il World Rubik's Cube Championship 2003 è stata la seconda competizione del Cubo di Rubik ufficializzata dall World Cube Association svoltasi in Canada a Toronto tra il 23 e 24 agosto del 2003. Questa fu la prima competizione dopo la prima del 1982 e il numero dei partecipanti aumentò sostanzialmente dalla prima competizione da 19 a 83. Inoltre vennero introdotti come eventi ufficiali il Rubik's Revenge, il Professor's Cube, il 3x3 e 4x4 bendati, 3x3 nel minor numero di mosse, Megaminx, Pyraminx, Rubik's Magic, Rubik Master Magic, 3x3 con una mano, Rubik's Clock e Square-1.

## Classifiche
Rubik's Cube
| Posizione | Persona          | Paese       | Tempi                         | Media | Record     |
| --------- | ---------------- | ----------- | ----------------------------- | ----- | ---------- |
| 1         | Dan Knights      | Stati Uniti | 21.13 19.93 18.95 22.07 18.76 | 20.00 | WR (Media) |
| 2         | Jessica Fridrich | Stati Uniti | 27.53 22.22 17.33 17.12 21.88 | 20.48 |            |
| 3         | David Wesley     | Svezia      | 24.87 21.82 19.81 19.84 21.22 | 20.96 | ER (Media) |
| 4         | Lars Vandenbergh | Belgio      | 21.42 19.27 21.49 22.19 21.70 | 21.54 | NR (Media) |
| 5         | Jess Bonde       | Danimarca   | 20.34 21.29 23.42 25.06 19.21 | 21.68 | NR (Media) |
| 6         | David Allen      | Stati Uniti | 22.13 17.95 27.67 24.06 19.56 | 21.92 |            |
| 7         | Gene Means       | Stati Uniti | 29.28 20.92 21.48 23.88 20.93 | 22.10 |            |
| 8         | Ron van Bruchem  | Paesi Bassi | 25.97 24.46 24.71 19.58 19.46 | 22.92 | NR (Media) |

Revenge Cube
| Posizione | Persona          | Paese       | Tempi                   | Meida   | Record |
| --------- | ---------------- | ----------- | ----------------------- | ------- | ------ |
| 1         | Masayuki Akimoto | Giappone    | 1:43.40 1:27.06 1:40.49 | 1:36.98 |        |
| 2         | David Wesley     | Svezia      | 1:57.47 1:32.46 1:47.72 | 1:45.88 |        |
| 3         | Ron van Bruchem  | Paesi Bassi | 1:42.95 2:00.83 2:09.48 | 1:57.75 |        |

Professor's Cube
| Posizione | Persona          | Paese       | Tempi                   | Meida   | Record                   |
| --------- | ---------------- | ----------- | ----------------------- | ------- | ------------------------ |
| 1         | Masayuki Akimoto | Giappone    | 2:56.76 2:47.62 2:46.96 | 2:50.45 | WR (Media) AsR (Singolo) |
| 2         | David Wesley     | Svezia      | 3:07.69 3:01.56 2:39.62 | 2:56.29 |                          |
| 3         | Grant Tregay     | Stati Uniti | 3:55.13 3:40.22 3:30.52 | 3:41.96 |                          |

Rubik's Cube: Blindfolded
| Posizione | Persona          | Paese       | Tempi   | Record |
| --------- | ---------------- | ----------- | ------- | ------ |
| 1         | Dror Vomberg     | Israele     | 3:56.00 | WR     |
| 2         | Shotaro Makisumi | Giappone    | 6:35.00 | AsR    |
| 3         | Dan Knights      | Stati Uniti | DNF     |        |

Rubik's Cube: One-Handed
| Posizione | Persona               | Paese       | Tempi           | Record |
| --------- | --------------------- | ----------- | --------------- | ------ |
| 1         | Chris Hardwick        | Stati Uniti | 44.98 1:00.45   | WR     |
| 2         | Michael Atkinson      | Stati Uniti | 54.04 1:20.52   |        |
| 3         | Grant Tregay          | Stati Uniti | 1:36.99 1:02.05 |        |
| 4         | David Wesley          | Svezia      | 2:11.44 1:10.67 | ER     |
| 5         | Lars Petrus           | Svezia      | 1:23.53 1:14.53 |        |
| 6         | Joe Allen             | Stati Uniti | 1:14.58 2:47.69 |        |
| 7         | David Allen           | Stati Uniti | 1:19.04 DNF     |        |
| 8         | Heath Litton          | Stati Uniti | 2:01.24 1:20.19 |        |
| 9         | Brent Morgan          | Stati Uniti | 1:56.59 1:21.35 |        |
| 10        | Peter Babcock         | Stati Uniti | 2:27.77 1:32.88 |        |
| 11        | Kenneth Brandon       | Stati Uniti | 2:03.45 2:13.89 |        |
| 12        | Michiel van der Blonk | Aruba       | 3:12.15 2:06.23 | NR     |

Rubik's Cube: Fewest Moves
| Posizione | Persona      | Paese           | Numero di mosse | Record |
| --------- | ------------ | --------------- | --------------- | ------ |
| 1         | Mirek Goljan | Repubblica Ceca | 29              | WR     |
| 2         | David Barr   | Stati Uniti     | 36              | NaR    |

Megaminx
| Posizione | Persona           | Paese       | Tempi   | Record |
| --------- | ----------------- | ----------- | ------- | ------ |
| 1         | Grant Tregay      | Stati Uniti | 2:12.82 | WR     |
| 2         | Richard Patterson | Stati Uniti | 4:12.38 |        |
| 3         | Ron van Bruchem   | Paesi Bassi | 4:26.56 | ER     |
| 4         | Jake Rueth        | Stati Uniti | 4:42.74 |        |
| 5         | Betty Tregay      | Stati Uniti | 5:12.64 |        |

Pyraminx
| Posizione | Persona           | Paese       | Tempi | Record |
| --------- | ----------------- | ----------- | ----- | ------ |
| 1         | Andy Bellenir     | Stati Uniti | 14.09 | WR     |
| 2         | Jake Rueth        | Stati Uniti | 19.85 |        |
| 3         | Jeff Goetz        | Stati Uniti | 29.50 |        |
| 4         | Richard Patterson | Stati Uniti | 31.10 |        |
| 5         | Jaap Scherphuis   | Paesi Bassi | 31.20 | ER     |
| 6         | Dan Harris        | Regno Unito | 35.02 | NR     |

Square-1
| Posizione | Persona          | Paese       | Tempi   | Record |
| --------- | ---------------- | ----------- | ------- | ------ |
| 1         | Lars Vandenbergh | Belgio      | 41.80   | WR     |
| 2         | Jeff Goetz       | Stati Uniti | 1:42.12 | NaR    |
| 3         | Ron van Bruchem  | Paesi Bassi | 2:14.28 | NR     |
| 4         | Paul Attar       | Canada      | 2:19.40 | NR     |

Rubik's Clock
| Posizione | Persona          | Paese       | Tempi   | Record |
| --------- | ---------------- | ----------- | ------- | ------ |
| 1         | Jaap Scherphuis  | Paesi Bassi | 38.97   | WR     |
| 2         | Jasmine Lee      | Australia   | 42.00   | AuR    |
| 3         | Lars Vandenbergh | Belgio      | 45.52   | NR     |
| 4         | Michael Powers   | Stati Uniti | 54.20   | NaR    |
| 5         | Ron van Bruchem  | Paesi Bassi | 1:33.74 |        |
| 6         | Jeff Goetz       | Stati Uniti | 2:01.06 |        |

Rubik's Magic
| Posizione | Persona               | Paese       | Tempi           | Record |
| --------- | --------------------- | ----------- | --------------- | ------ |
| 1         | Jaap Scherphuis       | Paesi Bassi | 5.34 3.19 3.06  | WR     |
| 2         | Jake Rueth            | Stati Uniti | 3.27 4.71 4.30  | NaR    |
| 3         | Jon Morris            | Stati Uniti | 5.33 4.53 4.51  |        |
| 4         | Jason Hildebrand      | Stati Uniti | 5.73 9.23 5.18  |        |
| 5         | Ron van Bruchem       | Paesi Bassi | 5.83 6.07 14.05 | NR     |
| 6         | Michiel van der Blonk | Aruba       | 9.69 7.85 6.65  | NR     |

Rubik's Master Magic
| Posizione | Persona         | Paese       | Tempi             | Record |
| --------- | --------------- | ----------- | ----------------- | ------ |
| 1         | Jaap Scherphuis | Paesi Bassi | 9.91 13.92 8.22   | WR     |
| 2         | Kevin Brandon   | Stati Uniti | 8.45 8.47 8.62    | NaR    |
| 3         | Kenneth Brandon | Stati Uniti | 16.72 21.21 10.85 |        |
| 4         | Jake Rueth      | Stati Uniti | 16.72 21.21 10.85 |        |
| 5         | Jon Morris      | Stati Uniti | 22.97 11.09 11.93 |        |

Revenge Cube: Blindfolded
| Posizione | Persona      | Paese   | Tempi    | Record |
| --------- | ------------ | ------- | -------- | ------ |
| 1         | Dror Vomberg | Israele | 22:35.00 | WR     |